# Gigi Meroni
Gigi Meroni (Como, 1943. február 24. – Torino, 1967. október 15.) válogatott olasz labdarúgó, csatár.

## Pályafutása

### Klubcsapatban
A Libertas San Bartolomeo csapatában kezdte a labdarúgást. 1960-ban a Como korosztályos csapatában folytatta, de már 1960-ban bemutatkozott az első csapatban is, melynek az 1961–62-es idénytől volt állandó tagja. 1962 és 1964 között Genoa, 1964-től haláláig a
Torino labdarúgója volt.

### A válogatottban
1964-ben két alkalommal szerepelt az olasz B-válogatottban és egy gólt szerzett. 1966-67-ben hatszor lépett pályára az A-válogatott tagjaként és két gólt ért el. Részt vett az 1966-os angliai világbajnokságon.

## Halála
1967. október 15-én Torinóban hazai pályán játszott csapata az Sampdoria ellen. A mérkőzés után csapattársával és barátjával, Fabrizio Polettivel a Corso Re Umberton haladtak át gyalogosan, amikor egy autó elütötte őket. Poletti csak kisebb sérüléseket szerzett a lábán, Meroni viszont meghalt a balesetben.